# N (gra komputerowa)
N – darmowa gra komputerowa dwuwymiarowa działająca w Adobe Flash wyprodukowana przez Metanet Software. Powstała również wersja N+ na konsole (Nintendo DS, Xbox 360 oraz PSP).

## Gra
W grze, gracz wciela się w rolę ninji, który ma za zadanie dostać się do wyjścia, jednocześnie unikając przeszkód i zbierając złoto. Do gry potrzebna jest tylko klawiatura. Podstawowymi kontrolerami są strzałka w lewo, strzałka w prawo i klawisz skoku (domyślnie Shift). Dobra kombinacja tych klawiszy pozwala na różne "ewolucje", takie jak wspinanie lub skakanie po ścianach.
W wersji 1.4, gracz ma do dyspozycji 100 epizodów (ponumerowanych od 00 do 99). W każdym epizodzie znajduje się 5 części (map), ponumerowanych od 0 do 4. Na przejście jednego epizodu gracz ma 90 sekund. Czas ten można zwiększyć poprzez zbieranie złota.
W wersji 2.0 gracz ma do dyspozycji 120 epizodów, w tym : 100 zwykłych i 20 stworzonych przez graczy (inaczej Legacy). Zwykłe ponumerowane są od 00 do 99, Legacy są oznaczone literami : a i b.
Gra również posiada swój edytor poziomów. Jest on jednak skomplikowany i trudny do opanowania.

## Dodatkowe funkcje gry

### "Practice mode"
Wraz z wersją 1.4, do gry został wprowadzony tryb do ćwiczeń. Podczas tego trybu, wyniki nie będą wysyłane do internetu. Epizody będą mogły być odblokowane, lecz będą zaznaczone białą obwódką. Zrobiono tak, gdyż ukończenie w normalnym trybie każdej kolumny epizodów skutkuje nagrodą. Funkcje trybu do ćwiczeń:
- Brak limitu czasowego.
- Możliwość przejścia do następnego poziomu poprzez naciśnięcie klawisza Enter, bez konieczności przechodzenia każdego z nich.

### Tworzenie poziomów
Gra ma również wbudowany edytor map. Jest on skomplikowany w obsłudze, chociaż można się szybko nauczyć jego interfejsu. Metanet Software zapewnia, że w następnej wersji N korzystanie z niego zostanie ułatwione. Do edytora można wejść z poziomu menu, naciskając klawisz "~" tylda), "|" (rura) lub "/" (ukośnik). Kiedy mapa jest już ukończona, można ją wysłać na serwer map (NUMA - N User Map Archive), skąd każdy może ją ściągnąć. Zrobioną mapę można tam również oceniać i komentować.
Niektórzy edytorzy opanowali tak dobrze tworzenie map, że potrafią stworzyć rzeczy, których normalnie się nie da, na przykład teleportery (na podstawie wyrzutni). Istnieje też wiele błędów i bugów w grze (np. przeskakiwanie przez one-way skierowany w dół), które często są wykorzystywane przez twórców, a czasami nawet są na nich opierane całe mapy, głównie te z gatunku puzzle.

#### Gatunki map
Wytworzyło się kilka gatunków map:
- Action (akcja) – najpopularniejszy gatunek. Normalna mapa, polegająca na przejściu jej, uważając na różnych przeciwników.
- Race (wyścig) – ninja biega zazwyczaj, choć nie zawsze po okręgach, co powoduje, że mapa jest płynna i ninja porusza się szybko. Powszechny gatunek, jednak niewiele osób potrafi zrobić bardzo dobry wyścig.
- Puzzle – polega głównie na myśleniu. Często mapy tego typu są złożone z wielu pokoi, przez które trzeba przechodzić aż do wyjścia. Drzwi pułapki zwykle są ułożone tak, że do poprzedniego pokoju nie można wrócić. W tych mapach trzeba dużo myśleć i planować, gdzie się pójdzie.
- Minejumper (mina, skakać) – jedynym przeciwnikiem (chociaż nie zawsze) są miny ułożone w taki sposób, aby graczowi było jak najtrudniej ominąć lub przeskoczyć je.
- DDA (don't do anything - nic nie rób) – wszystkie obiekty są tak ułożone, aby gracz od początku do końca mapy przeszedł ją, podczas gdy żaden klawisz nie zostanie naciśnięty. Ninja jest poruszany przez bounceblocki, launchpady, drzwi i thwumpy. Bardzo trudna do zrobienia mapa, lecz za to jedna z najwyżej ocenianych na NUMA. Są różne typy tego gatunku (czasami są łączone, są też tworzone inne gatunki), np.:
  - KRADDA (keep the rocket alive and don't do anything - pozwól aby rakieta cię goniła i nic nie rób) – goni nas rakieta, która się nigdy nie rozbija. Ten typ DDA jest bardzo efektowny, gdyż może oferować wiele bliskich spotkań (close calls) z rakietami.
  - CTRDDA (chase the rocket and don't do anything - goń rakietę i nic nie rób) – DDA zrobione w taki sposób, że to ninja goni rakietę (rakieta próbuje skręcić, lecz trasa gracza jest wykonana w taki sposób, że jej się to nie udaje). Jest to najbardziej spektakularny typ DDA, najtrudniejszy do zrobienia, a zarazem najwyżej oceniany.
  - HLDDA/HRDDA (hold left/right don't do anything) – wystarczy trzymać przez całą rundę jeden klawisz. Niektóre DDA pozwalają na przejście korzystając z kilku tras (najbardziej rozbudowane mapy mają nawet 6 różnych wariantów), co jest bardzo cenione wśród użytkowników, lecz zarazem bardzo trudne do wykonania.
  - FLCDDA (flying limb corpse DDA - "latające kończyny/ciała") – typ DDA, w którym ninja już na samym początku zostaje zabity, a następnie jego ciało lub pojedyncze kończyny poruszają się po planszy dzięki interakcji z innymi obiektami (najczęściej minami). Jest to najmniej popularny i najrzadszy typ DDA (powstało tylko pięć od stycznia 2009).
- Prisoner (więzień) – polega na umieszczeniu gracza najczęściej pomiędzy dwoma zap drone'ami. Gracz musi iść na tyle szybko, aby nie zbliżyć się za bardzo do zap drone'a za nim jednocześnie nie grając na tyle szybko, żeby wpaść na tego przed nim. Przykładem takiej mapy jest 80-1.
- Survival (przetrwanie) – w tego typu mapach chodzi o jak najdłuższe przetrwanie, co czasami jest bardzo trudne.
- No jump/Jump only (bez skakania/tylko skakanie) – polega na skakaniu w odpowiednim czasie lub przejścia rundy bez skakania. Rzadki gatunek z powodu trudności ze stworzeniem takiej mapy a zarazem z graniem na takiej mapie.
- KRA (keep the rocket alive - pozwól aby rakieta cię goniła) – nazwa tego typu jest podobna, ale tu należy się tak poruszać, aby sprawić, żeby rakieta nie uderzyła się o ścianę (zazwyczaj wyrzutnia rakiet blokuje wyjście).

## "N-Game"
Na różnych serwisach z grami online gra ta występuje pod nazwą N-Game. Dostępne tam jest jedynie 30 pierwszych epizodów (od 00 do 29). Nie ma za to żadnych nagród.

## NReality
NReality to modyfikacja gry stworzona w 2007 przez gracza pod pseudonimem Unreality. NReality pozwala na dodawanie obrazków do map, tworzenie nowych przeciwników, modyfikowanie grawitacji, wielkości obiektów, a także funkcję underclock, czyli rozszerzenie funkcji overclock, pozwalającą na spowolnienie gry i rozszerzenie przedziału prędkości z 0 - 10 do -500 - 20. Posiada także tryb speedrun dla szybkich rozgrywek bez zbierania całego złota. Zawiera 100 dodatkowych epizodów (100-199) stworzonych przez 6 użytkowników (blue_tetris i wówczas pięcioosobowy, już nieistniejący zespół The Legacy Team) i pozwala na korzystanie z tabel highscore dla map będących na NUMA. NReality korzysta z nowszego silnika Adobe Flash, co pozwala na powiększenie gry do pełnego ekranu i opcje zoomu.

## Przyszłość
Metanet Software ogłosiło, że w niedalekiej przyszłości wyda najnowszą wersję N (wersja 2.0). Pod adresem  jest dostępna publiczna wersja beta, która cały czas jest aktualizowana i poprawiana. Większość dotychczasowych poziomów została zastąpiona przez nowe, co bywa obiektem krytyki. Po przejściu całej gry ma być dostępna dodatkowa kolumna z mapami stworzonymi przez fanów. Metanet Software zapewnia umieścić w oficjalnej wersji następujące poprawki:
- wyeliminowanie bugów i błędów w grze (np. brak synchronizacji zap drone'ów)
- poprawiony silnik gry
- poprawiona fizyka
- lepszy edytor
- lepsza integracja gry z serwisem NUMA
- przewodniki po grze i udostępniony kod źródłowy
- więcej sekretów do odblokowania